# Discella platani
Discella platani är en svampart som beskrevs av Oudem. 1877. Discella platani ingår i släktet Discella och familjen Mycosphaerellaceae.   Inga underarter finns listade i Catalogue of Life.

## Källor

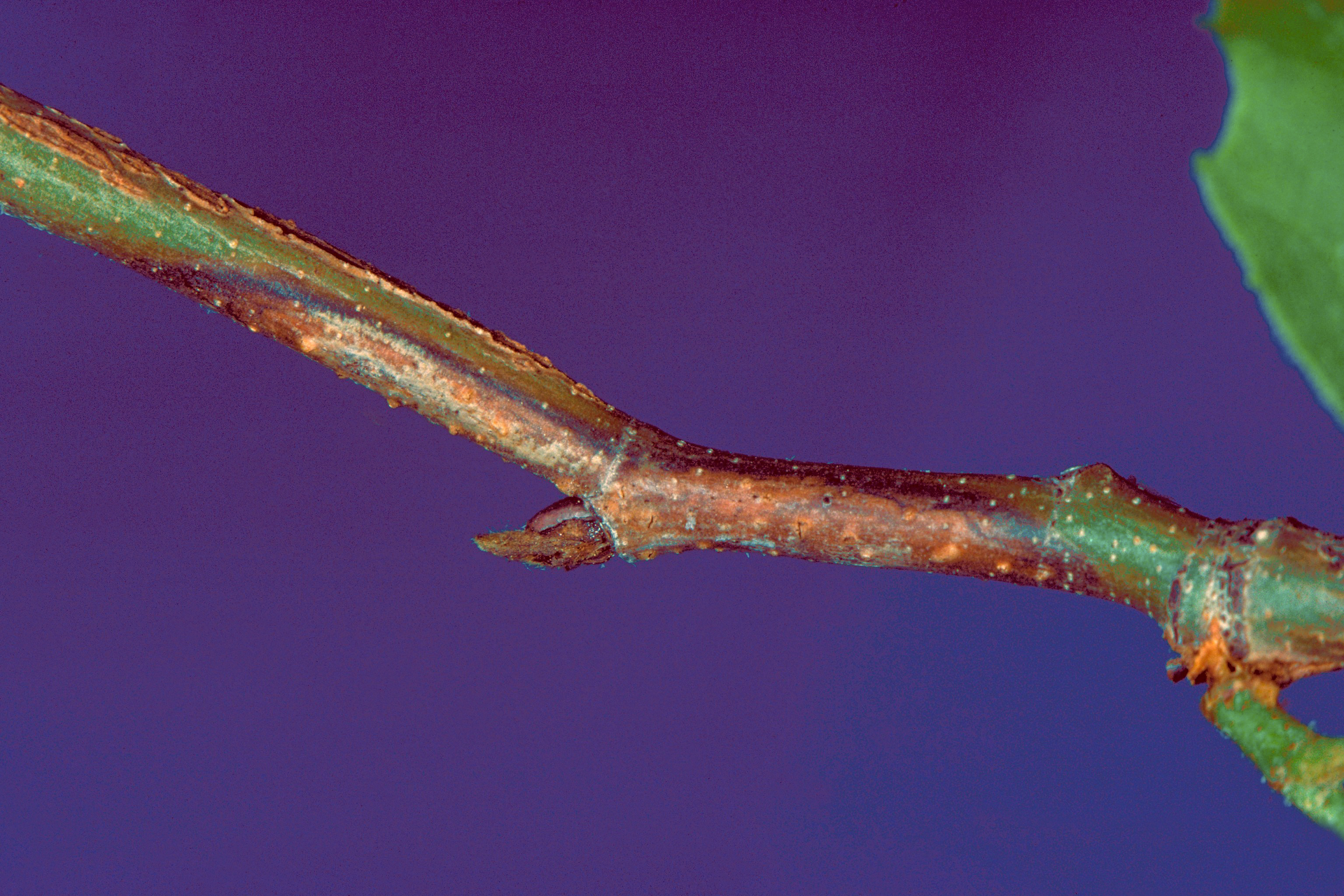